# Microsoft ScanDisk
A Microsoft ScanDisk (más néven vagy röviden ScanDisk) egy diagnosztikai segédprogram, amely az MS-DOS és a Windows 9x rendszerben található. A rendszer indítása közben ellenőrzi és javítja a lemezmeghajtók fájlrendszerének hibáit.

## Áttekintés
A program először az MS-DOS 6.2-ben jelent meg, és egyszerűbb elődjét, a CHKDSK-t váltotta fel. A CHKDSK-nál felhasználóbarátabb felületet, több beállítási lehetőséget, és a lemez fizikai hibáinak felderítésére és (ha lehetséges) helyreállítására való képességet tartalmazott. Ez felváltotta és javította az MS-DOS helyreállító segédprogram által kínált korlátozott képességet. A CHKDSK-val ellentétben a ScanDisk a kereszthivatkozású fájlokat is javította.
A Windows 95-től kezdődően a ScanDisk grafikus felhasználói felülettel is rendelkezett, bár a szöveges felhasználói felület továbbra is elérhető maradt az egyfeladatos ("DOS") üzemmódban való használatra.
A ScanDisk azonban nem tudja ellenőrizni az NTFS lemezmeghajtókat, ezért nem érhető el olyan számítógépeken, amelyeken esetleg a Windows NT alapú (beleértve a Windows 2000, Windows XP stb.) változatai futnak; erre a célra egy újabb CHKDSK áll rendelkezésre helyette.
Unix-szerű rendszereken ugyanerre a feladatra olyan eszközök állnak rendelkezésre, mint az fsck_msdosfs és a dosfsck.

## Lásd még
- fsck
- DOS-parancsok listája